# Sekban
Los sekban eran mercenarios de origen campesimo en el Imperio otomano. El término sekban inicialmente se refería a unidades militares irregulares, particularmente sin armas de fuego, pero terminó siendo usado para referirse a cualquier fuerza militar fuera del ejército gubernamental regular. Los sekban no sólo fueron contratados por el estado sino que también fueron empleados por cualquiera que les pagara un salario suficiente.
Estas tropas eran mantenidas a través de un impuesto llamado sekban aqçesi. Eran reclutados en elevado número, llegando a formar la mayor parte de los ejércitos imperiales. La dependencia de este tipo de tropas trajo sin embargo graves consecuencias para el imperio: el fin de las hostilidades en la guerra contra Persia en 1590 y de la guerra contra Austria en 1606, dejaron un gran número de sekban sin ocupación, llevando a muchos de estos soldados al bandidaje y bandolerismo y causando desolación en gran parte de Anatolia entre 1596 y 1610.
Las rivalidades entre los jenízaros y los sekban finalmente conllevaron una rebelión. Después de la derrota de los jenízaros en el frente rumelio, estos marcharon contra Estambul en 1687 para deponer a Mehmed IV. Este sultán nombró a Yeğen Osman Aga, un sekban de origen humilde que había llegado a comandante, responsable de suprimir la revuelta jenízara. Yeğen Osman fracasó, causando la expulsión del trono de Mehmed IV.
Su sucesor, Suleiman II, continuó la política de su predecesor, nombrando a Yeğen Osman gobernador-general de Rumelia, lo que servía como principal cargo militar. Yeğen Osman, por entonces era pachá e intentó ser nombrado gran visir. El visir contrarrestó el movimiento prohibiendo las tropas sekban y purgando las fuerzas armadas, lo que trajo otra guerra civil.
Los sekban salieron reforzados de dicha guerra civil pero Yeğen Osman fue capturado y ejecutado. Esto no acabó con las rebeliones sekban rebeliones y en 1698 el sultán les prometió garantías legales a cambio de su desmovilización. El incumplimiento de los acuerdos trajo la continuación de las revueltas sekban durante el siglo XVIII.